# Муханкин, Владимир Анатольевич
Влади́мир Анато́льевич Муха́нкин (род. 22 апреля 1960, хутор Красноармейский, Зерноградский район, Ростовская область, РСФСР, СССР) — российский серийный убийца и налётчик. В период с 15 февраля по 1 мая 1995 года совершил 8 убийств на территории Ростовской области, преимущественно в городе Шахты.

## Биография

### Детство и юность
Владимир Муханкин родился 22 апреля 1960 года на хуторе Красноармейский Зерноградского района Ростовской области. По словам Муханкина, он был нежеланным ребёнком ещё до рождения. Его отец, не оформив брак с его матерью, бросил беременную от него женщину ради другой. Рождённый 22 апреля, он был назван Владимиром, в честь Владимира Ильича Ленина. После задержания Муханкин рассказывал:
Я 22 апреля родился, и меня там кто „Муха“, кто „Ленин“… Ну, как подпольная пошла „Ленин“…
Детство Муханкина было тяжёлым — над ним издевались дома (в частности его мать) и в школе, наказывали за мелкие или не имевшие места прегрешения. За свои выходки был отправлен в спецшколу в селе Маньково-Калитвенское, где систематически подвергался сексуальному насилию и издевательству от двух студенток-практиканток. Получил только 7 классов образования. Был склонен к кратковременным побегам из дома и бродяжничеству. Страдал алкоголизмом. Осенью 1987 года Владимир женился на Татьяне, с которой познакомился за полгода до этого в троллейбусе, 31 июля 1988 года у них родился сын Дмитрий, позже утонувший на Кубани.

### Преступления
С 13 лет Муханкин совершал кражи и разбойные нападения, оглушая жертв обрезком металлической трубы. Муханкин был дважды судим по четырëм статьям УК РСФСР: кража, разбой, причинение тяжкого телесного повреждения и хищение казëнного имущества. Один раз Муханкин подозревался в растлении малолетней девочки (эпизод не был доказан). Находился в местах лишения свободы с 1979 по 1986 годы и с 1988 по 1994 годы. По некоторым данным, Муханкин, несмотря на весьма авторитетные статьи, занимал низкое положение в тюремной иерархии благодаря своему скверному характеру и попыткам строить из себя «блатного» арестанта. После своего второго освобождения Муханкин не имел определëнного места жительства и фактически являлся бомжом. К моменту последнего ареста Муханкин из своих 35 лет провёл в местах лишения свободы 17 лет (включая время, проведëнное в спецшколе).
В 1995 году Муханкин начинает убивать и совершает за 2,5 месяца 8 убийств: в Цимлянске (1 эпизод), Шахтах (4 эпизода), Каменоломнях (1 эпизод) и Сальске (2 эпизода). Жертвами маньяка стали 4 женщины, 3 девочки и 1 мужчина. Также совершил 4 покушения на убийство: 2 нападения на женщин в Цимлянске и 2 нападения на девочек — в Каменоломнях и Сальске. Трупы расчленял, совершал манипуляции с мёртвыми и агонизирующими телами. Имел нездоровую страсть к внутренним органам, неоднократно ложился спать с ними. Был эпизод, где после убийства на кладбище Муханкин оставил лист с сочинённым им стихотворением. В свой последний день на свободе совершил сразу 2 убийства и 1 покушение на убийство в Сальске.
Помимо 8 убийств, он также совершил ещё 14 преступлений: кражи и разбойные нападения в Шахтах, разбойное нападение в Волгодонске, кражи в Персиановском и Сальске. Стоит отметить, что Муханкин был профессиональным вором и для совершения краж использовал специальный набор технических инструментов, который постоянно носил с собой.

### Арест, следствие и суд
В городе Шахты проводилось два параллельных расследования по преступлениям Муханкина — одно по убийствам («Дело Карлика» — так как убийца был невысокого роста), другое по разбоям (Муханкин нападал сзади на прохожих, бил по голове и забирал сумки и шапки, в результате чего получил кличку «Шапочник»). Вскоре выяснилось, что преступления совершал один и тот же человек, уголовные дела были объединены.
Сам Муханкин был пойман случайно, после нападения в Сальске на женщину с её дочерью. Женщина была убита, а девочка выжила. В тот же день маньяка задержали, позже выжившие жертвы опознали его. 
Сначала Муханкин признался только в последнем убийстве, также он заявлял, что зарабатывал на жизнь мошенничеством. Только через несколько дней маньяк стал давать признательные показания. Во время допросов маньяк вёл себя вызывающе, не раскаивался в содеянном, называл себя учеником Чикатило, хотя также говорил, что «по сравнению с ним Чикатило — цыплёнок». Муханкин с подробностями описывал свои преступления, одновременно стараясь склонить окружающих к мысли о его невменяемости. Однако это ему не удалось — экспертиза признала его вменяемым и полностью отдающим отчёт в своих действиях, хотя у него и была выявлена «психопатия в форме садизма в стадии компенсации». 
На суде Муханкин, понимая, что ему грозит высшая мера наказания, отказался от совершения убийств, признавая себя виновным в других инкриминируемых ему преступлениях. Он говорил, что убийства совершил его сообщник, данные которого ему не дают назвать «воровские традиции», однако ему не удалось обмануть следствие таким образом. Суд признал его виновным в 22 преступлениях, в том числе 8 убийствах, из них трёх несовершеннолетних. 11 декабря 1996 года Владимир Муханкин был приговорён Ростовским областным судом к смертной казни через расстрел с конфискацией имущества. Впоследствии, из-за введённого моратория на смертную казнь, её заменили на пожизненное лишение свободы в колонии «Чёрный дельфин».

### В заключении
Когда Муханкин сидел в камере № 37 Новочеркасской тюрьмы, его соседом был другой маньяк, орудовавший в то же время, — Владимир Криштопа. Впоследствии, давая интервью телепередаче «Криминальная Россия», Муханкин заявил:
Там, по 117-й статье в камере сидел Криштопа. Он здесь, смертник, тоже сидел, кстати, вот, кстати, здесь вот 45-я камера, может, он и сейчас там сидит. Ну негодяй конченый, а вот это, Амурхан Хадрисович, а вот это маньяк натуральный. Потому что если бы человек не был бы маньяком, он бы не грыз носы там, не высасывал бы там из грудей, из влагалищ ничего, не убивал бы ни детей, ни маленьких там, не насиловал бы их там, ни взрослых, ни бабок тем более.
В интервью 2019 года Криштопа опроверг слова Муханкина:
С Муханкиным пришлось общаться. Он — классический интриган и сочиняет не только стихи. Он и про меня много чего сочинил. Рассказал про меня несусветную ерунду, которая не соответствует действительности. Многие мне после той знаменитой фразы Владимира Муханкина задают вопрос: „Так ли всё на самом деле?“
В 2006 году Владимир Муханкин отправил письмо в газету «Аргументы и факты», в котором сообщал, что ему весьма удобно в колонии для пожизненного заключения, однако в 2009 году в тюрьме дал краткое интервью, в котором жаловался на тяжёлые условия отбывания пожизненного заключения (в частности, на строгую дисциплину) и высказывал предпочтение смертной казни.

## В массовой культуре
Литература
1. Книга Николай Модестов — «Маньяки… слепая смерть: хроника серийных убийств» (1997).
2. Книга «Серийный убийца: портрет в интерьере» — А. М. Люксембург, А. Х. Яндиев (2001).
3. Книга Дмитрия Попова «Владимир Муханкин — Чужой до предела» (2010).

Кино и телевидение
1. Документальные фильмы «Охотники на маньяков» (2000) и «По прозвищу Ленин» (2014) из цикла «Криминальная Россия».
2. В 2002 году в тюрьме дал интервью каналу «Россия».
3. Серия «Треугольник смерти» из цикла передач «Необъяснимо, но факт» (2005).
4. Цикл передач «Лихие 1990-е» — серия «Наследники Чикатило» (2007).
5. Документальный фильм "Приговорённые в «Чёрный дельфин» часть 3 из цикла Вахтанга Микеладзе «Приговорённые пожизненно».
6. В час пик. Чёрный дельфин (2008).
7. «Охотники на маньяков» — «Первый канал» (2008).
8. «Казнить нельзя помиловать» — «Первый канал» (2009).
9. Секретные истории. «Обречённые убивать» (2009).
10. В «Битве экстрасенсов» (12 сезон, 9 выпуск) есть серия про Муханкина, в которой исследуют его тетради со стихами, биографией и жалобами на психиатра, признавшего его вменяемым (2012).

Музыка
- В композиции «В замогильной стороне» рэпера Славы КПСС (альбом Солнце мёртвых) есть строчка, отсылающая к маньяку: «Теперь как Вовочка Муханкин прочитаю вам стишок...» (2017)
- Упоминается в песне «Татуировки бывших одноклассников» рэперов Овсянкина и The Cold Dicks (альбом Мементо Мори): «Амурхан Яндиев рассматривает татуировки живого Володи» (2017)